# Ananas comosus
L'ananas o ananasso (Ananas comosus (L.) Merr.)  è una pianta della famiglia delle Bromeliaceae, originaria di Brasile, Bolivia, Paraguay e Cuba.

## Storia

### Etimologia
Il primo riferimento in inglese al frutto dell'ananas è stata la traduzione del 1568 dal francese di The New Found World, or Antarctike di André Thevet, dove si riferisce a un Hoyriri, un frutto coltivato e mangiato dal popolo Tupinambá, che vive vicino all'odierna Rio de Janeiro, e ora si crede che sia un ananas. Più avanti nella stessa traduzione inglese, descrive lo stesso frutto come una "Nana fatta alla maniera di un ananas", dove ha usato un'altra parola Tupi nanas.

### Coltivazione pre-coloniale
La pianta selvatica è originaria dei bacini idrografici dei fiumi Paraná-Paraguay, tra il Brasile meridionale e il Paraguay. Si sa poco della sua domesticazione, ma si diffuse come coltura in tutto il Sud America. Prove archeologiche del suo utilizzo risalgono al 1200-800 a.C. (3200-2800 a.C.) in Perù e al 200 a.C. - 700 d.C. (2200-1300 a.C.) in Messico, dove veniva coltivata dai Maya e dagli Aztechi. Verso la fine del 1400, l'ananas coltivato era ampiamente diffuso e un alimento base per i nativi americani. Il primo europeo a imbattersi nell'ananas fu Cristoforo Colombo, in Guadalupa, il 4 novembre 1493. I portoghesi introdussero l'ananas in India dal Brasile prima del 1550.

### Introduzione nel Vecchio mondo

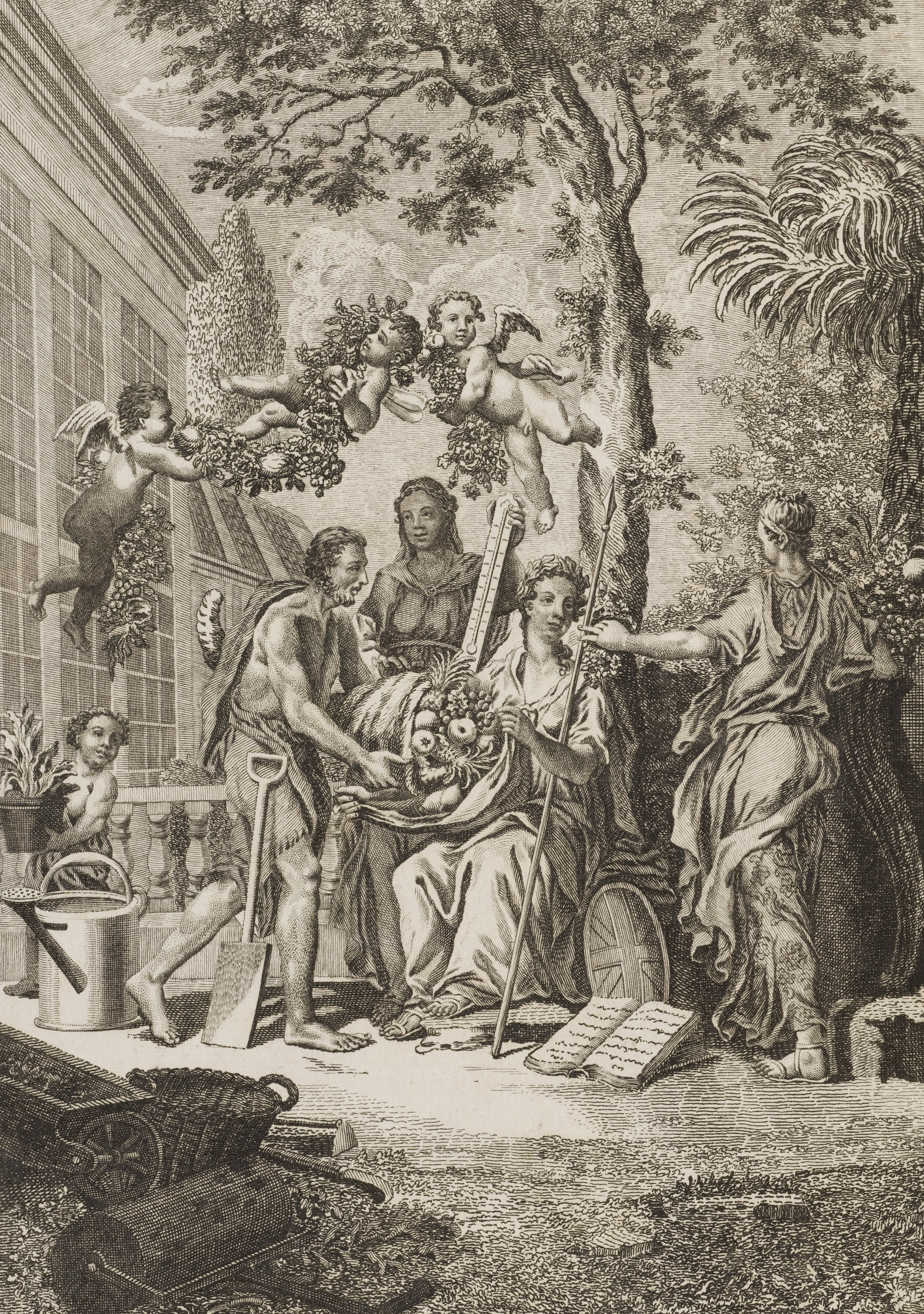
La Britannia viene presentata con cornucopie contenenti ananas, rappresentate dalle allegorie della Natura, dell'Industria e della Scienza, con un'aranciera sullo sfondo (frontespizio del Dizionario dei Giardinieri, 1764)

Sebbene l'ananas affascinasse gli europei in quanto frutto del colonialismo, non fu coltivato con successo in Europa fino a quando Pieter de la Court (1664–1739) non sviluppò l'orticoltura in serra vicino a Leida. Le piante di ananas furono distribuite dai Paesi Bassi ai giardinieri inglesi nel 1719 e a quelli francesi nel 1730. In Inghilterra, il primo ananas fu coltivato a Dorney Court, Dorney nel Buckinghamshire, e un'enorme "stufa ad ananas" per riscaldare le piante fu costruita al Chelsea Physic Garden nel 1723. In Francia, a re Luigi XV fu regalato un ananas coltivato a Versailles nel 1733. In Russia, Pietro il Grande importò il metodo di de la Court a San Pietroburgo negli anni '20 del Settecento; nel 1730, venti pianticelle di ananas furono trasportati da lì a una serra nel nuovo palazzo moscovita dell'imperatrice Anna.
A causa dei costi dell'importazione diretta e dell'enorme costo in attrezzature e manodopera necessari per coltivarlo in un clima temperato, in serre chiamate "pineries", l'ananas divenne un simbolo di ricchezza. Inizialmente veniva utilizzato principalmente per essere esposto durante le cene, piuttosto che per essere consumato, e veniva riutilizzato più volte fino a quando non iniziava a marcire.

### Dal XIX secolo: commercializzazione di massa

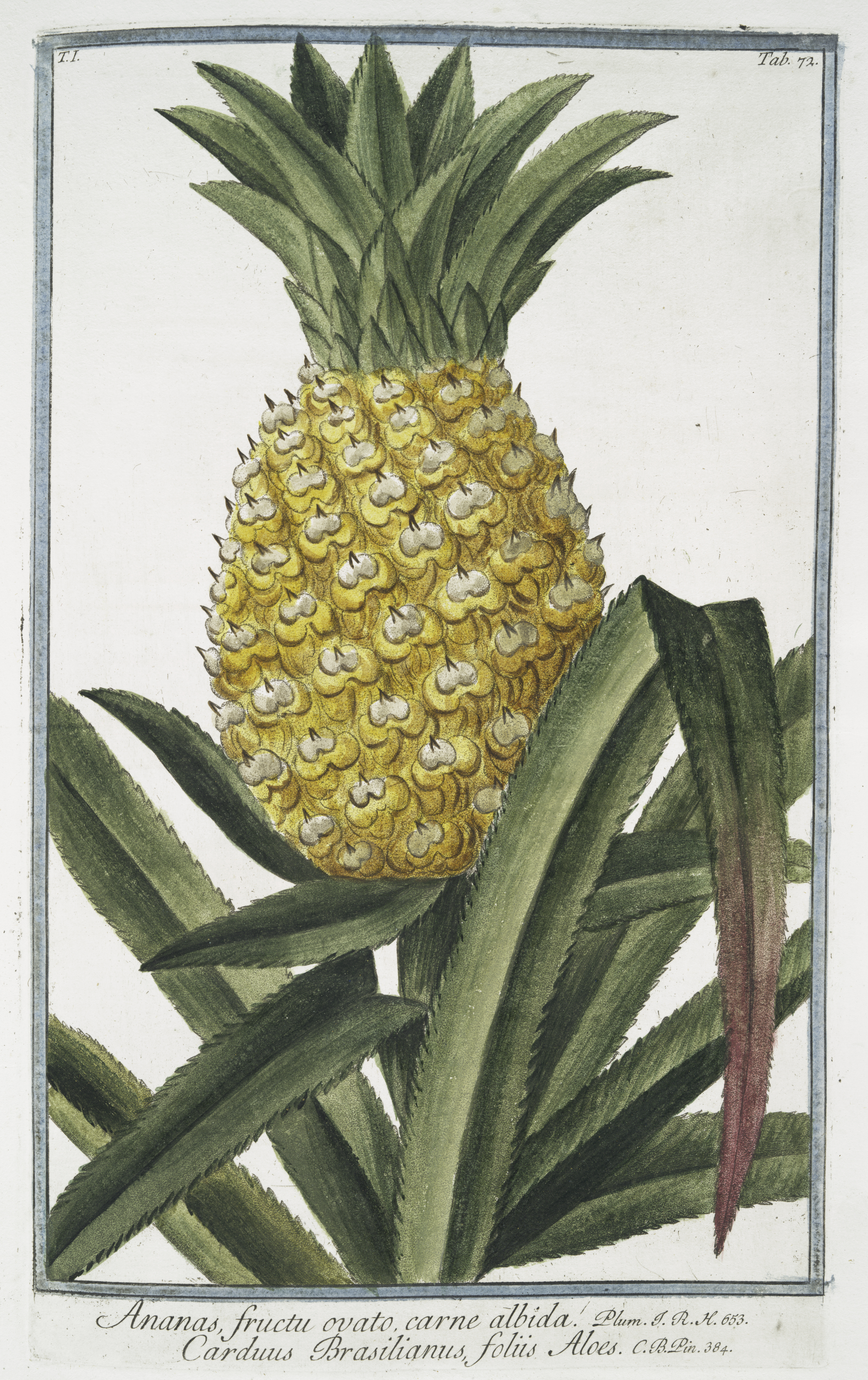
Illustrazione del 1772 di un ananas Ananas comosus a cui fu dato il primo nome scientifico di Cardus brasilianus folius aloes da Banhius nel 1623

Molte varietà diverse, provenienti principalmente dalle Antille, furono sperimentate per la coltivazione in serra in Europa. La cultivar più significativa fu la "Smooth Cayenne", importata per la prima volta in Francia nel 1820, poi riesportata nel Regno Unito nel 1835 e, dal Regno Unito, la coltivazione si diffuse in Australia e Africa attraverso le Hawaii. La cultivar "Smooth Cayenne" (e sottoselezioni o cloni della "Smooth Cayenne") costituisce oggi la maggior parte della produzione mondiale di ananas. Marmellate e dolci a base di ananas furono importati in Europa dalle Indie Occidentali, dal Brasile e dal Messico fin da tempi molto antichi. All'inizio del XIX secolo, gli ananas freschi venivano trasportati direttamente dalle Indie Occidentali in quantità sufficienti a ridurre i prezzi europei. Successivamente, la produzione di ananas fu dominata dalle Azzorre per l'Europa e dalla Florida e dai Caraibi per il Nord America, a causa delle brevi rotte commerciali.
Gli spagnoli avevano introdotto l'ananas alle Hawaii nel XVIII secolo dove è conosciuto come hala kahiki ("hala straniero"), ma la prima piantagione commerciale fu fondata nel 1886. L'investitore più famoso fu James Dole, che si trasferì alle Hawaii nel 1899 e avviò una piantagione di ananas di 24 ettari (60 acri) nel 1900 che sarebbe cresciuta fino a diventare la Dole Food Company. Dole e Del Monte iniziarono a coltivare ananas sull'isola di Oahu rispettivamente nel 1901 e nel 1917, e la Maui Pineapple Company iniziò la coltivazione a Maui nel 1909.
James Dole avviò la lavorazione commerciale dell'ananas e il dipendente della Dole, Henry Ginaca, inventò una macchina automatica per la sbucciatura e l'estrazione dei torsoli nel 1911.
La produzione hawaiana iniziò a diminuire a partire dagli anni '70 a causa della concorrenza e del passaggio al trasporto marittimo refrigerato. La Dole cessò le sue attività di inscatolamento a Honolulu nel 1991 e, nel 2008, la Del Monte cessò le sue attività di coltivazione di ananas alle Hawaii.

## Descrizione

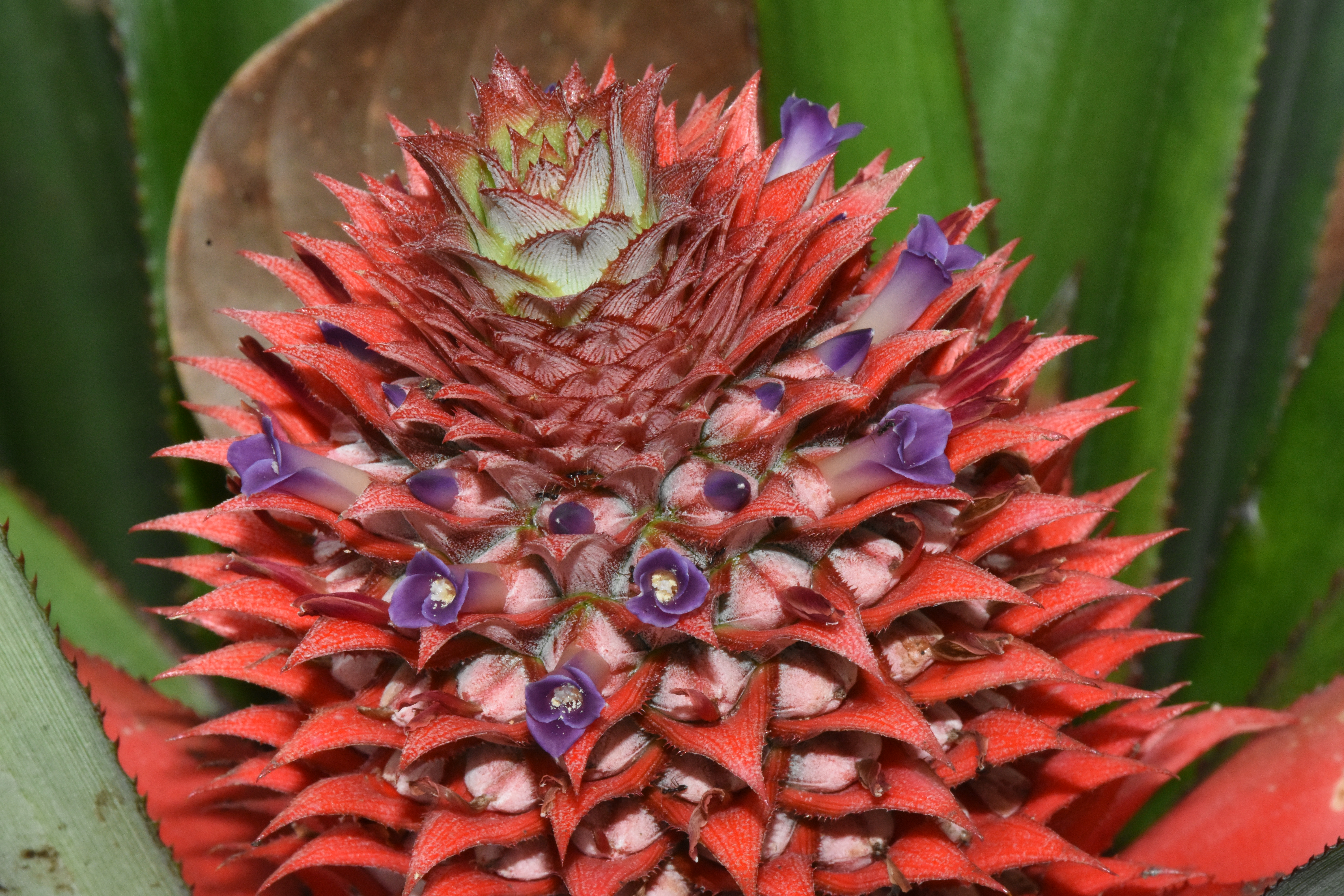
Infiorescenza di ananas

L'ananas è una pianta erbacea perenne, che cresce fino a 1,5 m di altezza in media, anche se a volte può essere più alta. La pianta ha uno stelo corto e tozzo con foglie resistenti, spinose e cerose che possono raggiungere una lunghezza di 1 m. Durante la produzione dei suoi frutti, solitamente produce fino a 200 fiori, anche se alcune cultivar con frutti di grandi dimensioni possono superare questo numero. Una volta fioriti, i singoli frutti si uniscono per creare un'infruttescenza chiamata sorosio. Dopo la produzione del primo frutto, nelle ascelle fogliari del fusto principale vengono prodotti dei germogli laterali. Questi polloni possono essere rimossi per la propagazione o lasciati per produrre frutti aggiuntivi sulla pianta originale. Nel primo anno di crescita, l'asse si allunga e si ispessisce, portando numerose foglie disposte a spirale stretta. Dopo 12-20 mesi, lo stelo cresce fino a formare un'infiorescenza a forma di spiga lunga fino a 15 cm di lunghezza con oltre 100 fiori trimeri disposti a spirale, ciascuno sotteso da una brattea.
In natura, gli ananas vengono impollinati principalmente dai colibrì. Alcuni ananas selvatici vengono visitati e impollinati di notte dai pipistrelli. Nella coltivazione, poiché lo sviluppo dei semi diminuisce la qualità del frutto, l'impollinazione viene eseguita a mano e i semi vengono conservati solo per la riproduzione. Nelle Hawaii, dove gli ananas venivano coltivati e inscatolati industrialmente per tutto il XX secolo, l'importazione di colibrì era proibita.
Gli ovari si sviluppano in bacche, che si fondono in un frutto grande, compatto e multiplo. Il frutto di un ananas è solitamente disposto in due eliche interconnesse, spesso con 8 in una direzione e 13 nell'altra, ciascuna delle quali è un numero di Fibonacci.
L'ananas svolge la fotosintesi CAM, fissando l'anidride carbonica di notte e immagazzinandola come acido malico, per poi rilasciarla durante il giorno favorendo la fotosintesi.

## Tassonomia
Sono state descritte le seguenti varietà:
- Ananas comosus var. comosus
- Ananas comosus var. bracteatus (Lindl.) Coppens & F.Leal
- Ananas comosus var. erectifolius (L.B.Sm.) Coppens & F.Leal
- Ananas comosus var. microstachys (Mez) L.B.Sm.
- Ananas comosus var. parguazensis (Camargo & L.B.Sm.) Coppens & F.Leal

## Usi
L'ananas è utilizzato anche in farmacia. Dalla pianta si estrae il principio attivo chiamato bromelina che è un importante antinfiammatorio proteolitico.
L'ananas ha un effetto diuretico: combatte la ritenzione dei liquidi ed è un buon digestivo e possiede un'azione antinfiammatoria sui tessuti molli. Viene usato nelle terapie contro la cellulite.
In cucina viene usato sia per la preparazione di secondi piatti, come il pollo in agrodolce, sia per la preparazione di dolci.
Nelle analisi diagnostiche il succo di ananas (assunto per via orale) è utilizzato in radiologia come mezzo di contrasto per gli esami di colangiografia in risonanza magnetica al posto di alcune costose sostanze di sintesi. Studi scientifici pubblicati a partire dal 2004, verificati nel 2007 e 2012 hanno dimostrato l'efficacia del succo dal punto di vista tecnico medicale.

L'esperienza pratica del Policlinico Sant'Orsola di Bologna, dove il succo d'ananas è stato utilizzato continuativamente per due anni, ha altresì evidenziato ottimi risultati sia dal punto di vista dei pazienti che dal punto di vista della spesa. Infatti il succo risulta molto più gradevole del farmaco che veniva utilizzato in precedenza e in tema di revisione della spesa pubblica è stato possibile risparmiare nel 2014 circa 14000 €, contenendo la spesa a poche centinaia di euro all'anno per l'acquisto del succo.

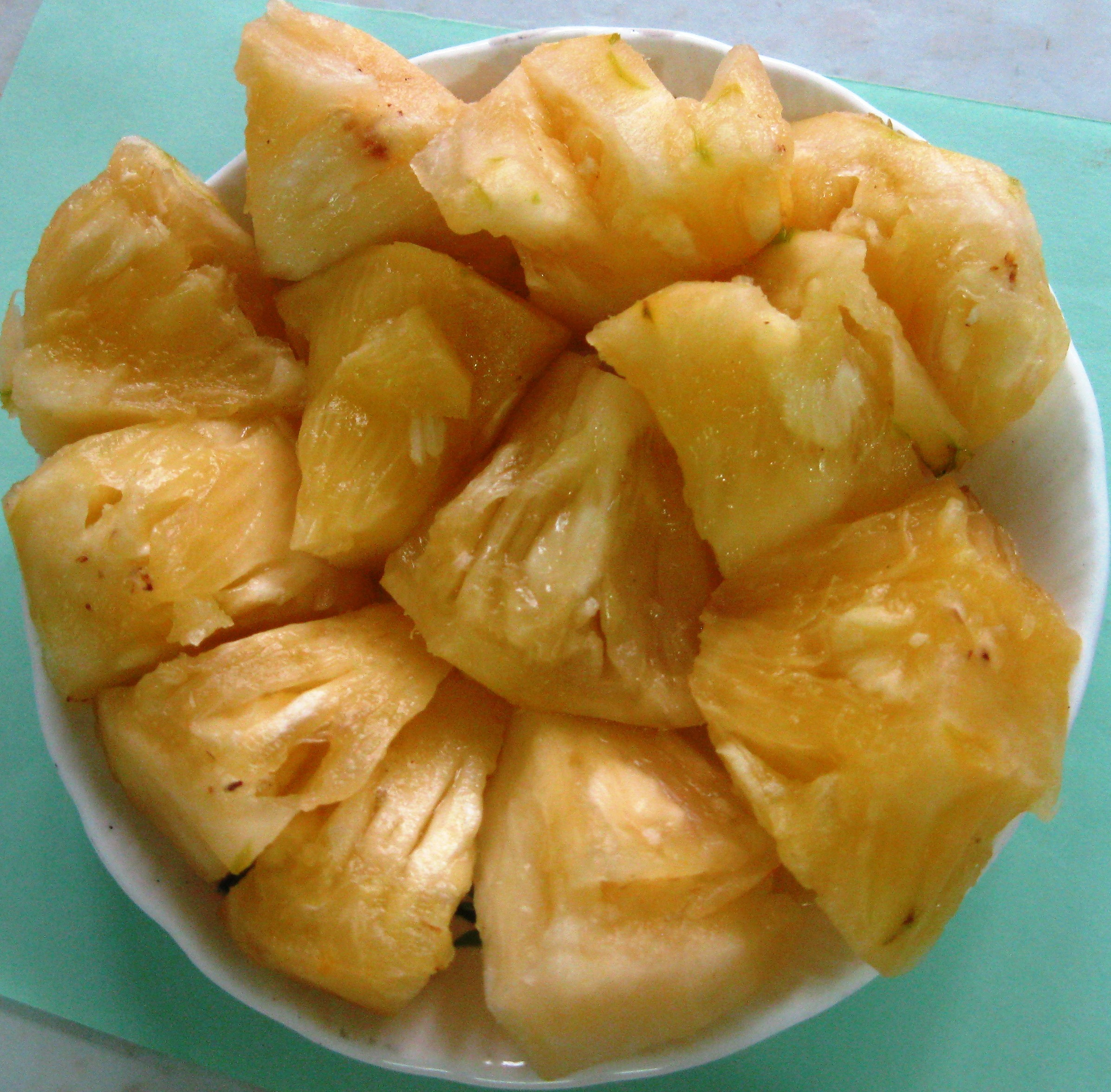
Ananas (a tocchetti)

## Produzione
| I 10 maggiori produttori di ananas nel 2018 | I 10 maggiori produttori di ananas nel 2018 |
| Paese                                       | Produzione (tonnellate)                     |
| ------------------------------------------- | ------------------------------------------- |
| Costa Rica                                  | 3.418.155                                   |
| Filippine                                   | 2.730.985                                   |
| Brasile                                     | 2.650.479                                   |
| Thailandia                                  | 2.113.380                                   |
| Indonesia                                   | 1.805.506                                   |
| India                                       | 1.706.000                                   |
| Nigeria                                     | 1.664.510                                   |
| Cina                                        | 1.573.471                                   |
| Messico                                     | 999.593                                     |
| Colombia                                    | 900.395                                     |

## L'ananas nelle arti

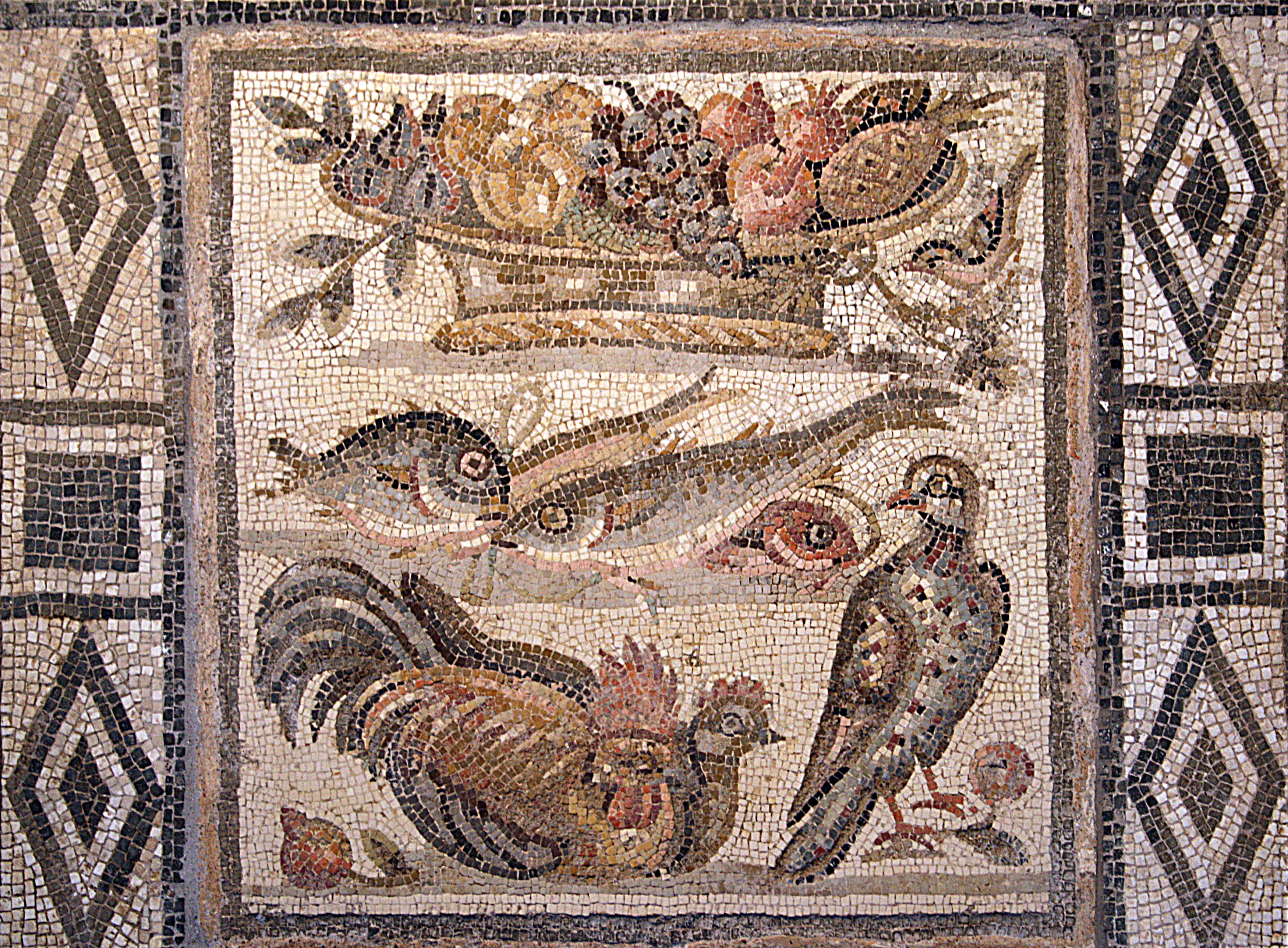
Pavimento a mosaico conservato al Museo Nazionale Romano di Roma

Al Museo Nazionale Romano di Roma, presso la sede di Palazzo Massimo alle Terme, al terzo piano è conservato un pavimento a mosaico di epoca romana la cui datazione è collocabile fra il I secolo a.C. ed il I secolo d.C. Vi è raffigurato un cesto di frutta, tra cui spicca una figura dalle forti somiglianze con l'ananas, con il tipico colore, la caratteristica infiorescenza a spiga e le scaglie. Ad incuriosire è proprio la possibile presenza di un frutto originario dell'America tropicale, giunto in Europa solo dopo i viaggi di Cristoforo Colombo. Un'interpretazione più plausibile è che l'autore abbia voluto raffigurare una pigna con un ciuffo di aghi di pino.
Si parla anche di una specie di raro Ananas africano.